# Caso de la Masacre de Mapiripán vs. Colombia
El caso de la Masacre de Mapiripán vs. Colombia es una sentencia de la Corte Interamericana de Derechos Humanos del 15 de septiembre de 2005 sobre la responsabilidad internacional de Colombia por la muerte, lesiones y abusos cometidos en contra de pobladores de la localidad de Mapiripán durante la masacre en dicha localidad por parte de agentes paramilitares, así como la falta de investigación y sanción de los responsables. Hubo críticas motivadas por la sentencia del caso, donde la Corte afirmó la muerte de 49 personas, muchas de las cuales fueron halladas vivas con posterioridad.

## Petición
El 6 de octubre de 1999, el Colectivo de Abogados José Alvear Restrepo y el Centro por la Justicia y el Derecho Internacional (CEJIL), quienes luego serían acusados de plagiar a las víctimas para acudir a instancias internacionales presentaron una petición ante la Comisión Interamericana de Derechos Humanos, en contra de la República de Colombia en la cual se alega que entre el 15 y el 20 de julio de 1997 aproximadamente un centenar de miembros del grupo paramilitar conocido como “Autodefensas Unidas de Colombia” (AUC) privaron de la libertad, torturaron y masacraron a aproximadamente 49 civiles, tras lo cual destruyeron sus cuerpos y arrojaron los restos a las aguas del río Guaviare, en el municipio de Mapiripán, Departamento del Meta, con la colaboración, por acción y omisión, de miembros del Ejército Nacional colombiano.

## Alegato del Estado colombiano
El Estado alegó que el proceso judicial sustanciado en el ámbito doméstico para esclarecer los hechos de Mapiripán y juzgar a los responsables se encuentra aún en marcha.  Consecuentemente solicitó a la Comisión que declarara el caso inadmisible por falta de agotamiento de los recursos internos, en aplicación del artículo 46 de la Convención Americana.  En respuesta, los peticionarios alegaron que el caso se encuadra en las excepciones al agotamiento de los recursos internos previstos en el artículo de ese Tratado debido a que ciertos miembros del Ejército presuntamente involucrados en los hechos estaban siendo juzgados por la justicia penal militar. 

## Admisión
La CIDH aprobó un informe de fondo en que encontró violación a los derechos humanos en el caso, y emitió una serie de recomendaciones al Estado para reparar la situación y adoptar medidas de no repetición, de acuerdo al Artículo 50 de la Convención Americana sobre Derechos Humanos. . Debido a que el Estado no cumplió con esas recomendaciones, la Comisión decidió litigar el caso ante la Corte Interamericana de Derechos Humanos, con sede en San José, Costa Rica. En su informe anual correspondiente a 2005, la Comisión Interamericana señaló: 

## Demanda
El 5 de septiembre de 2003, la Comisión presentó ante la Corte la demanda en el caso 12.250, Masacre de Mapiripán, contra Colombia, que concierne la violación de los artículos de la norma internacional, en perjuicio de las víctimas de la masacre perpetrada en Mapiripán. La Comisión también solicitó al Tribunal que decidiera si el Estado violó las garantías Judiciales y la protección judicial de la Convención, en relación con la obligación de respetar los Derechos del referido tratado, en perjuicio de las presuntas víctimas de la masacre y sus familiares.
El 7 de marzo de 2005, tras haber escuchado el mismo día a las partes en audiencia pública sobre excepciones preliminares, y haber recibido del Estado el retiro de una de ellas y un allanamiento estatal a algunas de las pretensiones presentadas por la Comisión, la Corte emitió una sentencia en la cual:
- Admitió, para todos sus efectos, el desistimiento por parte del Estado de la primera excepción preliminar referente a la “aplicación indebida de los artículos 50 y 51 de la Convención Americana”.

B. Admitió, para todos sus efectos, el reconocimiento de responsabilidad internacional efectuado por el Estado, en los términos de los párrafos 29 y 30 de la presente Sentencia; 
- Desestimó la segunda excepción preliminar relativa al agotamiento de los recursos internos y decidió continuar con el conocimiento del caso; y

- Decidió continuar con la audiencia pública, así como los demás actos procesales relativos al fondo y las eventuales reparaciones y costas en el caso.

## Sentencia
El 15 de septiembre de 2005 la Corte emitió sentencia sobre el fondo del caso. En ella, declaró violados en perjuicio de las víctimas del caso los derechos a la libertad personal, a la integridad personal y a la vida, consagrados en los artículos 4, 5, y 7 de la Convención, en relación con el artículo 1.1 de dicho tratado; que el Estado violó en perjuicio de los familiares de las víctimas el derecho a la integridad personal, consagrado en el artículo 5.1 y 5.2 de la Convención, en relación con el artículo 1.1 de dicho tratado; y violó en perjuicio de las víctimas menores de edad los derechos de los niños consagrados en el artículo 19 de la Convención Americana sobre Derechos Humanos, en relación con los artículos 4, 5 y 1.1 de la misma. 
La Corte declaró también que el Estado violó en perjuicio de quienes fueron niños y niñas desplazados de Mapiripán los derechos de los niños consagrados en dicha disposición de la Convención, en relación con los artículos 4, 22 y 1.1 de la misma, y en perjuicio de varias víctimas de desplazamiento el derecho de circulación y residencia consagrado en el artículo 22.1 de la Convención.
Por último, la Corte declaró que el Estado violó en perjuicio de los familiares de las víctimas los derechos a las garantías judiciales y a la protección judicial consagrados en los artículos 8 y 25 de la Convención, en relación con el artículo 1.1 de la misma.
En la sentencia, la Corte estableció las reparaciones que consideró pertinentes". (Todo el texto de arriba es cita del informe anual 2005 de la CIDH, disponible en )
El texto íntegro de la sentencia de la CorteIDH está en: Sentencia de la CorteIDH sobre el caso de la masacre de Mapiripán. en esta sentencia, la Corte Interamericana de Derechos Humanos condenó al Estado Colombiano como responsable por la masacre, al determinar que servidores estatales y particulares coordinaron las acciones que producirían el lamentable suceso, por consiguiente considera la Corte que el Estado violó los derechos a la libertad personal, la integridad personal y a la vida, igualmente los derechos a los niños, y asimismo al no dar ningún tipo de apoyo a los familiares de las víctimas violó los derechos a las garantías judiciales y a la protección judicial consagrados en dicho convenio. Y da las recomendaciones y ordena el esclarecimiento de la verdad y reparación de las víctimas por el Estado.
En el marco del proceso de este caso ante la CorteIDH, las víctimas del caso que estaban citadas a testificar ante la Corte Interamericana en una audiencia fueron amenazadas, y solicitaron a la Corte la adopción de medidas de protección. Relato completo en párrafos 373 y 374 de la sección sobre Medidas Provisionales del Informe Anual 2005 de la Comisión Interamericana. El presidente de la Corte adoptó medidas urgentes de protección el 4 de febrero de 2005, y la Corte en pleno adoptó medidas provisionales el 27 de junio de 2005, para la protección de los testigos amenazados. , sobre la base de las atribuciones que le confiere el Artículo 63 de la Convención Americana . 
El texto completo de la decisión de la CorteIDH para la adopción de medidas provisionales (acción urgente en que la Corte ordena al Estado de Colombia adoptar las medidas necesarias para asegurar la vida y la integridad de las personas amenazadas) está disponible en la página de la Corte. texto de la Resolución de la Corte del 27 de junio de 2005.

## Desistimiento de revisión
La Corte Interamericana de Derechos Humanos rechazó un pedido de revisión del Estado colombiano de una sentencia sobre una masacre ocurrida en 1997.La corte, basada en Costa Rica, afirmó que sus sentencias tienen carácter "definitivo e inapelable" y de esta manera desestimó la solicitud de revisión que el Estado le presentó febrero pasado por una condena impuesta en el 2005 por la CIDH a Colombia por una masacre paramilitar en el sur colombiano.

## Desarrollos posteriores
La Corte manifiesta que ninguna ley interna puede impedir al Estado cumplir con la obligación de castigar a los responsables por la grave violación de los derechos humanos.Ver sentencia de la CorteIDH sobre el caso
Al ser promulgada la “Ley de Justicia y Paz” cobijó a varios de los implicados que se encuentran en un proceso de desmovilización con el gobierno de Álvaro Uribe Vélez, hacia finales de 2005 y durante el 2006. Así la medida de aseguramiento contra Salvatore Mancuso (condenado a 40 años de prisión) fue suspendida temporalmente por la Fiscalía.[cita requerida] Mancuso fue expulsado de la Ley de Justicia y Paz y extraditado a los Estados Unidos por orden del entonces presidente Álvaro Uribe Vélez.
El 28 de noviembre de 2007, el Juzgado 9 Penal del Circuito Especializado de Bogotá absolvió al General Jaime Humberto Uscátegui por los delitos de homicidio agravado y secuestró en el proceso de la masacre de Mapiripán. El 23 de noviembre de 2009, el Tribunal Superior de Bogotá revocó la absolución y condenó al General Uscátegui a 40 años de prisión por estos mismos delitos.

## Falsas víctimas
En el año 2000 la señora Mariela Contreras Cruz le dijo a la Fiscalía General de la Nación que su esposo había sido asesinado  por las FARC. Tiempo después acudió a poner en conocimiento de las autoridades, que su pareja y sus dos hijos habían sido desaparecidos durante la masacre Mapiripán. A las manifestaciones de Contreras se les sumó las declaraciones que para el año 2007 entregaron su hija Zuly y su yerno Argemiro, en las cuales corroboraron las versiones que hasta ese entonces conocían las autoridades. Según la Fiscalía, buscaban darle fuerza y credibilidad a su papel de víctimas, por lo que finalmente la Corte Interamericana de Derechos Humanos decidió condenar al Estado colombiano a pagar una indemnización por la pérdida de sus tres seres queridos.
Posterior a recibir 3.500 millones de pesos como indemnización la Fiscalía siguió indagando sobre el caso de Mariela y su familia, lo que los llevó a conocer que ninguna de las tres presuntas víctimas había muerto durante la masacre. Se logró comprobar que las personas supuestamente asesinadas por los paramilitares, identificadas como Gustavo Caicedo, esposo de Mariela, y dos de sus hijos, de nombre Diego y Hugo, para la fecha de la masacre se encontraban con vida. 
Dentro de las evidencias fueron tenidas en cuenta las declaraciones de diez postulados a la Ley de Justicia y Paz, los cuales aseguraron que estuvieron en la masacre. Indicaron que durante la incursión solo seis personas fueron asesinadas, cuatro más desaparecidas y tres que se habían llevado secuestradas quedaron libres. En ningún momento incluyeron en ese grupo de víctimas al esposo o los hijos de Mariela.
La Fiscalía reveló la existencia de seis falsas víctimas de la masacre de Mapiripán, el ente acusador tiene evidencias que comprometen los casos de otras cinco personas que no habrían muerto en ese ataque perpetrado por las Autodefensas Unidas de Colombia en julio de 1997. La Unidad de Derechos Humanos de la Fiscalía tiene en su poder un informe que apunta a que los Pinzón, por los cuales Colombia fue condenada en la Corte Interamericana de Derechos Humanos, que ordenó indemnizar a sus familias, no murieron en la masacre.
Según el trabajo de campo de los investigadores, hay vacío en los relatos de los testigos y la información entregada por sus familiares. De hecho, en el caso de José Alberto Pinzón hay un registro de la Registraduría que dice que murió en 1989, ocho años antes de la masacre.

### Juicio contra las falsas víctimas
Mariela Contreras,  Zuli Herrera y su esposo, Argemiro Arévalo, aceptaron los cargos por fraude procesal y estafa agravada al confesar que se presentaron como víctimas de la masacre de Mapiripán cuando no lo eran. Según la Fiscalía, estas y otras 10 personas recibieron indemnizaciones por cuenta del Estado que ascendieron a los 3 mil 343 millones de pesos. El ente investigador le dijo al juez que la señora Mariela Contreras conformó una organización para inducir en error a la Corte Interamericana de Derechos Humanos que finalmente terminó condenando al Estado por esa masacre.

"La Fiscalía ha podido verificar que el señor Gustavo Caicedo Rodríguez murió en hechos diferentes a esta masacre y por acción de miembros de la guerrilla, y que igualmente su hijo Diego Armando Martínez Contreras no desapareció para la fecha de la masacre, sino que se tiene certeza que el 14 de noviembre de 2001 aún se encontraba con vida, y se enfiló en las filas de grupos paramilitares que actuaban en la región en la que ustedes residían, que su hijo Hugo Fernando Martínez Contreras inscribió la cédula de ciudadanía el día 19 de mayo de 1999 en Bogotá para ejercer el derecho al voto, que no desapareció tampoco con motivo de la masacre de Mapiripán, sino que hizo parte, se alistó en el frente 39 de las Farc desde el año 1995 hasta el 6 de agosto de 2005, fecha en la cual se desmovilizó"
Fiscalía General de la Nación, Colombia

De los 3.500 millones de pesos que habrían recibido Mariela, Zully y Argemiro, estos han manifestado tener parte del dinero, según la Fiscalía General de la Nación tendrían apenas 400 millones de pesos invertidos en una casa y una finca. Del resto del dinero no se sabe cuál fue su paradero.

#### Controversias
Mariela Contreras Cruz ha afirmado  que fue engañada en su buena fe por los abogados del Colectivo José Alvear Restrepo que se aprovecharon de su ignorancia. Añadió que en ningún momento dijo que sus dos hijos estaban muertos. En 2008, tres años después de la condena en contra del Estado emitida por la Corte Interamericana de Derechos Humanos, el hijo de doña Mariela apareció en una población cercana a Mapiripán. 

"Yo después de muchos trasegares lo traje a Bogotá y lo presente ante el Colectivo de Abogados José Alvear Restrepo y les dije aquí está mi hijo, ellos se mostraron sorprendidos. El doctor Carreño habló con él y después de que yo le preguntará cuál era el paso a seguir, él (Carreño) me dijo que ‘dejáramos así"
Mariela Contreras Cruz

Alirio Uribe, director del Colectivo de Abogados José Alvear Restrepo, afirmó que desde que tuvieron conocimiento de que al parecer la señora Contreras se hizo pasar como víctima de la masacre, comenzó el proceso de rembolso del dinero, que un fallo judicial ordenó pagar a la familia.

"Ellos (los abogados del colectivo José Alvear Restrepo) negociaron con nosotros, ahora no sé qué va a pasar. En estos momentos estamos peligrando mis hijos y yo"
Mariela Contreras Cruz

#### Efectos por falsas víctimas
Se aceptó como víctima en el proceso que se le adelanta a Mariela, su hija y su yerno al general Jaime Humberto Uscátegui, ya que este fue condenado a 40 años de prisión por su participación en la masacre.

### Pronunciamiento de la CIDH
La Comisión Interamericana de Derechos Humanos emitió un comunicado en el que recuerda que el Estado colombiano reconoció su responsabilidad por la masacre cometida por paramilitares en 1997. Al respecto, la Comisión Interamericana de Derechos Humanos expidió un comunicado de prensa el 31 de octubre de 2001, que puede verse aquí: Comunicado de Prensa Comisión Interamericana de Derechos Humanos
En el comunicado señala: 

(...) para la determinación de las víctimas es fundamental la información que adjuntan las partes al proceso y las declaraciones de testigos. En este caso, más allá de las declaraciones de los testigos, la reconstrucción de los hechos se basó principalmente en el acervo probatorio de la Fiscalía Nacional de Colombia y en la información y documentación oficial que el Gobierno colombiano aportó a los procesos internos y al proceso en el sistema interamericano de derechos humanos."

"Durante casi una década, el Estado colombiano tuvo conocimiento de la determinación de estas personas como víctimas de la masacre de Mapiripán y en ningún momento la cuestionó. La Comisión reitera que es obligación del Estado investigar debidamente las violaciones a los derechos humanos ocurridas en Colombia que han costado la vida a miles de colombianos y que han contado con la comprobada aquiescencia y/o participación de agentes estatales. Asimismo, reitera su reconocimiento a las organizaciones de derechos humanos colombianas, que a lo largo de estas últimas décadas han desarrollado su trabajo en defensa de derechos humanos en situaciones de serio riesgo, lo cual ha costado la vida a defensores y defensoras y que ha llevado a la Comisión Interamericana a solicitar reiteradamente al Estado colombiano a respetar y proteger su accionar.